# بوليكاربيا نيفيا
بوليكاربيا نيفيا (Polycarpaea nivea) هو نوع من النباتات المزهرة من الفصيلة القرنفلية. وصف لأول مرة من قبل عالم النباتات البريطاني ويليام أيتون في عام 1828 باسم Achyranthes nivea، وتم وضعه في جنس بوليكاربيا (Polycarpaea) بواسطة فيليب باركر ويب في عام 1849 يعني اسم نيفيا باللاتينية "أبيض كالثلج"، ويشير إلى لون النبات. وهو نبات منخفض وأوراقه فضيلة كثيفة الشعر.

## التوزيع
يتواجد هذا النوع في موريتانيا والمغرب وجزر الكناري والرأس الأخضر.